# Ghidigeni
Ghidigeni là một xã thuộc hạt Galați, România. Dân số thời điểm năm 2002 là 6364 người.